# Rainer Galke

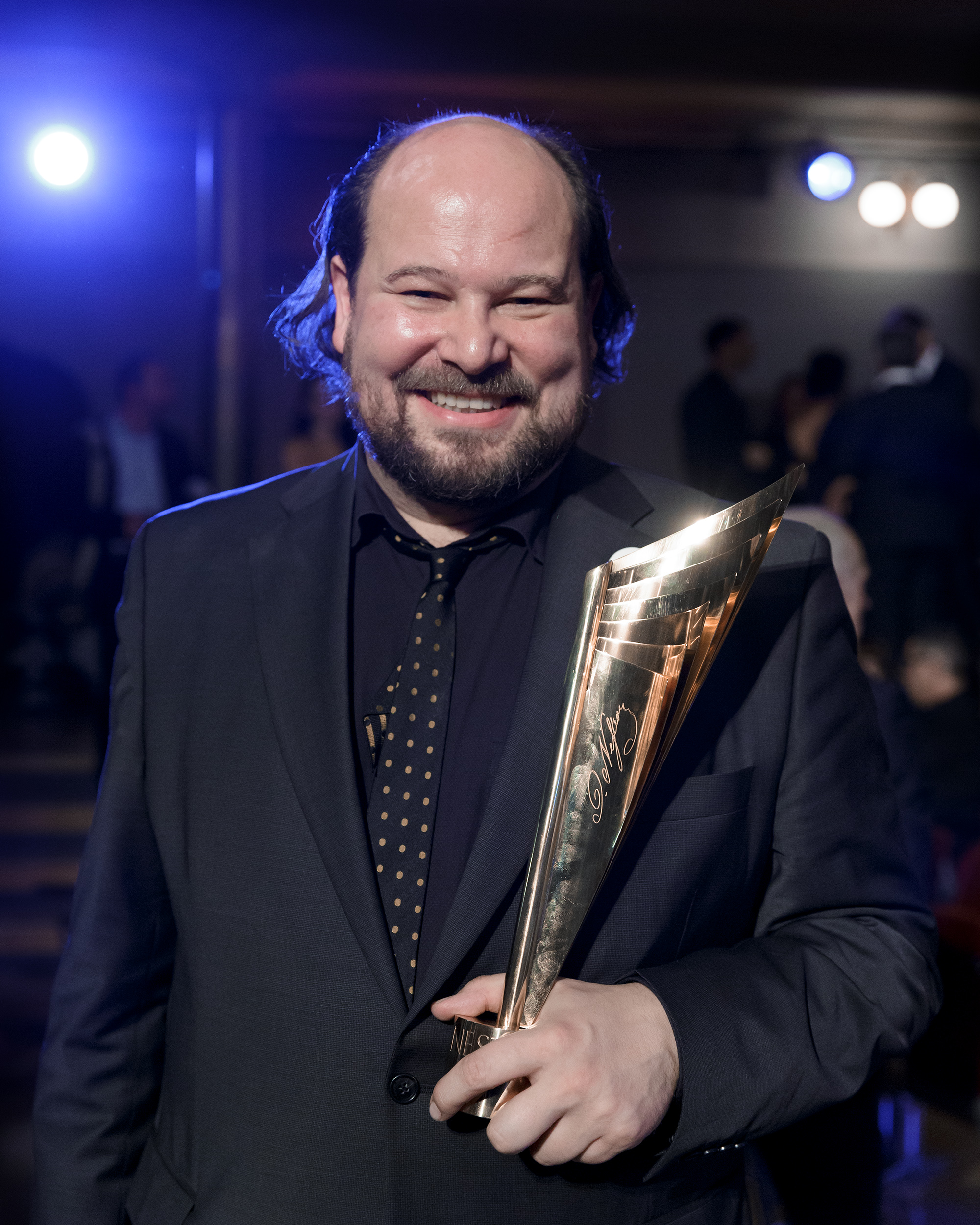
Rainer Galke (Nestroy-Theaterpreis 2016)

Rainer Galke (* 8. September 1971 in Meerbusch) ist ein deutscher Schauspieler, Ensemblemitglied des Wiener Burgtheaters und Träger des Nestroy-Preises.

## Karriere
Nach der Ausbildung zum Schauspieler an der Essener Folkwang-Hochschule (1993–1997) debütierte er am Moerser Schlosstheater, wo er bis 1999 auftrat. Weitere Stationen waren das Theater Dortmund (1999–2002) sowie das Theater Freiburg. Seit der Spielzeit 2006/2007 ist Galke Ensemblemitglied am Düsseldorfer Schauspielhaus. Seit der Spielzeit 2015/16 ist er Ensemblemitglied am Volkstheater Wien. und seit der Spielzeit 2019/20 Ensemblemitglied des Wiener Burgtheaters. Neben seiner Tätigkeit als Theaterschauspieler tritt er auch in Fernsehproduktionen auf, zum Beispiel in den Serien Tatort und Lindenstraße. Im Film Frau Müller muss weg! von Sönke Wortmann (2015) spielte er einen Schulhausmeister.

## Privates
Galke ist in Krefeld-Linn aufgewachsen und besuchte das Gymnasium Fabritianum in Krefeld-Uerdingen. Er ist mit der Schauspielerin Bettina Ernst verheiratet und lebt mit den gemeinsamen Kindern in Wien.

## Filmografie (Auswahl)
- 1999: Tatort – Restrisiko (Fernsehreihe)
- 2001: Lindenstraße (Fernsehserie, drei Folgen)
- 2012, 2020: SOKO Köln (Fernsehserie, zwei Folgen)
- 2012: Tatort – Fette Hunde
- 2014: Danni Lowinski (Fernsehserie, eine Folge)
- 2014: Friesland – Mörderische Gezeiten
- 2015: Frau Müller muss weg!
- 2015: Meuchelbeck – Hier und weg
- 2016: Hotel Heidelberg: Tag für Tag
- 2016: Tatort – Kartenhaus
- 2017: SOKO Donau – Familie Schweiger
- 2019: Pastewka (Fernsehserie, drei Folgen)
- 2020: ÜberWeihnachten – Miniserie
- 2024: Vienna Blood – Mephisto (Fernsehreihe)

## Auszeichnungen
- Max-Reinhardt-Preis (Solopreis für Einzeldarstellung) 1995
- Dortmunder Schauspielpreis 2002
- Theaterpreis "Gustaf" Düsseldorfer Schauspielhaus 2015
- Nestroy-Theaterpreis 2016 – Bester Schauspieler[5]